# Acanthina spirata
Acanthina spirata är en snäckart som först beskrevs av de Blainville 1832.  Acanthina spirata ingår i släktet Acanthina och familjen purpursnäckor. Inga underarter finns listade i Catalogue of Life.